# Charles Chetwynd-Talbot
Charles Henry John Benedict Crofton Chetwynd Chetwynd-Talbot, né le 18 décembre 1952, 22e comte de Shrewsbury et 22e comte de Waterford, est le Deputy Lieutenant du Staffordshire ainsi que directeur du Britannia Building Society.

## Famille
D'ascendance de la noblesse anglo-normande, le comte est fils de John Chetwynd-Talbot, 21e comte de Shrewsbury et de sa femme Nadine (puis comtesse; div. 1963), fille du brigadier-général Cyril Crofton, CBE.
Il succède en 1980 aux titres du 21e comte de Shrewsbury et Waterford et les autres titres familiales ; le 22e comte siège à la Chambre des lords en fonction de pair héréditaire depuis 1980 avant être réélu en 1999. Le 5 janvier 1974, Charles Chetwynd-Talbot se marie avec Deborah, née Hutchinson (puis comtesse de Shrewsbury et Waterford).
Le comte et la comtesse, qui habitent à Wanfield Hall dans le Staffordshire, ont eu trois enfants :
- James Richard Charles John Chetwynd-Talbot, vicomte Ingestre (né le 11 janvier 1978) ; héritier apparent aux titres du comte de Shrewsbury et Waterford
- Edward William Henry Alexander Chetwynd-Talbot (né le 18 septembre 1981)
- Victoria Jane Chetwynd-Talbot (née le 7 septembre 1975).

## Biographie
Chef de famille noble, il est financier et directeur des diverses entreprises.
Il étudia à l'Harrow School, avant de devenir directeur du Britannia Building Society.
Le comte est aussi Deputy Lieutenant du Staffordshire depuis 1994.